# Libiąż Mały (gromada)
Libiąż Mały – dawna gromada, czyli najmniejsza jednostka podziału terytorialnego Polskiej Rzeczypospolitej Ludowej w latach 1954–1972.
Gromady, z gromadzkimi radami narodowymi (GRN) jako organami władzy najniższego stopnia na wsi, funkcjonowały od reformy reorganizującej administrację wiejską przeprowadzonej jesienią 1954 do momentu ich zniesienia z dniem 1 stycznia 1973, tym samym wypierając organizację gminną w latach 1954–1972.
Gromadę Libiąż Mały z siedzibą GRN w Libiążu Małym (wówczas wsi, obecnie w granicach miasta Libiąża) utworzono – jako jedną z 8759 gromad na obszarze Polski – w powiecie chrzanowskim w woj. krakowskim, na mocy uchwały nr 20/IV/54 WRN w Krakowie z dnia 6 października 1954. W skład jednostki weszły obszary dotychczasowych gromad Libiąż Wielki, Moczydło i Libiąż Mały (bez przysiółka Kroczymiech) ze zniesionej gminy Libiąż Mały w tymże powiecie. Dla gromady ustalono 27 członków gromadzkiej rady narodowej.
Gromadę Libiąż Mały zniesiono 1 stycznia 1956 w związku z nadaniem jej statusu osiedla (1 stycznia 1969 Libiąż Mały otrzymał prawa miejskie z równoczesną zmianą nazwy na Libiąż).
1 stycznia 1973 reaktywowano gminę Libiąż (do 1954 jako gmina Libiąż Mały).